# La casa costruita sulla roccia
La parabola della casa costruita sulla roccia è una delle Parabole di Gesù contenuta sia nel Vangelo secondo Matteo (Mt 7,24–27) sia nel Vangelo secondo Luca(Lc 6,46-49).
La parabola ci insegna l'importanza di costruire una vita in obbedienza agli insegnamenti e sull'esempio di Gesù.

## Narrazione
Nel Vangelo secondo Matteo, la parabola viene presentata dopo il discorso della montagna con queste parole:
(Mt 7,24–27, CEI)
Matteo riassume quanto dice Gesù nella frase "il popolo rimase meravigliato da questo insegnamento", immediatamente dopo.

## Interpretazione
Questa parabola enfatizza il bisogno di mettere in pratica gli insegnamenti di Gesù, e parla di "delle persone che rivelano il loro cuore nelle loro azioni".
La versione della parabola secondo Matteo ha una "struttura narrativa più complessa" rispetto a quella di Luca, che menziona la pioggia e il vento oltre alle alluvioni. Queste forze sono solitamente interpretate "eticamente", come le preoccupazioni della vita che possono essere sopportate solo con la dottrina cristiana, ma possono anche essere interpretate escatologicamente.
L'interpretazione più diffusa risale a Giovanni Crisostomo (c. 347–407), che scrisse nella sua 24 omelia sul Vangelo secondo Matteo:
(Chrysostom's Homily 24 on Matthew, New Advent.)

## Inni
Questa parabola ha dato ispirazione alla composizione di molti inni, come ad esempio Built on the Rock (N. F. S. Grundtvig, 1837) e My Hope Is Built on Nothing Less (Edward Mote, c. 1834), che così si apre:
My hope is built on nothing less

Than Jesus' blood and righteousness.

I dare not trust the sweetest frame,

But wholly trust in Jesus' Name.

On Christ the solid Rock I stand,

All other ground is sinking sand;

All other ground is sinking sand.